# Stigmella hortorum
Stigmella hortorum (лат.) — вид молей-малюток рода Stigmella (Nepticulinae) из семейства Nepticulidae.
Эндемик Южной Африки: ЮАР (Kruger National Park, Transvaal). Длина 4—4,4 мм. Общая окраска (включая крылья) серовато-коричневая. Усики и ноги серые. Близок к видам Stigmella tragilis и Stigmella allophylica.
В апикальной части передних крыльев развиты две жилки: R4+5 и M.